# Варварино (Тамалинский район)
Варва́рино — село Малосергиевского сельского совета Тамалинского района Пензенской области. На 1 января 2004 года — 198 хозяйств, 476 жителей.

## География
Село расположено на юге Тамалинского района, на правом берегу речки Тамала. Расстояние до районного центра пгт. Тамала — 12 км.

## История
По исследованиям историка — краеведа Полубоярова М. С., село основано во второй половине XVIII века помещиками генералом, князем Сергеем Федоровичем Голицыным (1749—1810) и его женой Варварой Васильевной Голицыной-Энгельгардт (1757—1815). По имени Варвары Фёдоровны и названо село. До 1928 года в составе Балашовского уезда Саратовской губернии. В начале XX века в селе имелись школа, церковь. В советские годы — центральная усадьба колхоза имени И. В. Мичурина, имелись МТС, мельница. В 1990-х годах в селе сформировалось 8 фермерских хозяйств. До 2010 года — центр Варваринского сельсовета. Согласно Закону Пензенской области № 1992-ЗПО от 22 декабря 2010 года передано в Малосергиевский сельский совет.

## Численность населения
| 1795 | 1859 | 1877 | 1897 | 1911  | 1926  | 1939 |
| ---- | ---- | ---- | ---- | ----- | ----- | ---- |
| 116  | ↗331 | ↗537 | ↗719 | ↗1063 | ↗1197 | ↘621 |
| 1959 | 1979 | 1989 | 1998 | 2002  | 2010  |      |
| ↘520 | ↘517 | ↗559 | ↘512 | ↘461  | ↘384  |      |

## Инфраструктура
В селе имеются: почта, телеграф, телефон, средняя школа, детский сад, фельдшерско-акушерский пункт, библиотека, дом культуры, 2 магазина, районный детский оздоровительный лагерь «Зарница».

## Достопримечательности
- Мемориал воинам-землякам, погибшим в годы Великой Отечественной войны.

## Известные земляки
- Дёмин, Александр Иванович (1921—1944) — подполковник, заместитель командира стрелкового полка, Герой Советского Союза (1945), отличился в боях за освобождение Польши.[11], в Варварино ему установлен бюст.

## Улицы
- Березняк;
- Дёмина;
- Молодёжная;
- Октябрьская;
- Олимпийская;
- Садовая;
- Центральная.